# Diego Osorio Villegas
Diego Osorio y Villegas (XVI secolo – Santo Domingo, 1600) è stato un condottiero spagnolo.

## Biografia
Diego Osorio Villegas era un militare spagnolo che ebbe l'incarico di governatore generale e comandante della provincia spagnola del Venezuela tra il 1589 e il 1597 e della Real Audiencia de Santo Domingo tra il 1597 e il 1600.
Come militare partecipò alla guerra delle Fiandre per quindici anni e per nove prestò servizio in marina in Italia e in Spagna. Successivamente si trasferì nel Nuovo Mondo per occupare il posto di comandante della flotta spagnola a Santo Domingo.
Il 4 dicembre 1588 fu nominato da Filippo II governatore della provincia del Venezuela.